# Kórnik
Kórnik (udtale: [ˈkurɲik])   er en by i den centrale del af  voivodskabet Storpolen i  den vestlige centrale del af Polen. Byen   har 8.246(2021) indbyggere og et areal på 6,08  km², og er en del af  powiatet Poznań. Den er en af områdets største turistattraktioner især pga. Kórnik Slot og arboret, som er blandt de ældste og rigeste samlinger af træer og buske i Polen, og et af Europas største arboreter.

## Historie
Mieszko 1. af Polen grundlagde en tidlig polsk borg i det nuværende Bnin i det 10. århundrede. Kórnik blev første gang nævnt i dokumenter i det 12. århundrede, mens byen Bnin begyndte at udvikle sig i det 13. århundrede, og en kastellan var placeret i Bnin fra 1232.
Efter at have tildelt stadsret var både Kórnik og Bnin private byer ejet af  polsk adel, administrativt beliggende i Pyzdry powiat i Kalisz voivodskab i provinsen Storpolen i Kongeriget Polens krone.

## Gallery
- Kórnik Slot og dens voldgrav
- En af Kórnik Slots udbygninger.
- En dam i arboretet ved siden af slottet
- Allehelgens kirke
- Rådhus
- Wisława Szymborskas fødested.